# Corea (malaltia)
La corea (o en llatí: 'Chorea sancti viti', traduït al català com "Ball de Sant Vito"
) és un trastorn del moviment pertanyent al grup de les discinèsies, caracteritzat per moviments involuntaris anormals dels peus i les mans, vagament comparables amb un ball o amb tocar el piano. Es presenta en forma de contraccions irregulars ni repetitives ni rítmiques, però que semblen fluir d'un múscul a un altre. La paraula corea prové del grec "khoreia", un tipus de ball, la mateixa arrel de la qual deriva, per exemple, la paraula coreografia.
El terme hemicorea es refereix a la corea d'un costat del cos, com ara la corea d'un braç, però no d'ambdós (anàleg a l'hemibal·lisme).